# Trichlor(vinyl)silan
Trichlor(vinyl)silan ist eine chemische Verbindung aus der Gruppe der siliciumorganischen Verbindungen.

## Gewinnung und Darstellung
Trichlor(vinyl)silan kann durch Reaktion von Trichlorsilan mit Ethin oder Vinylchlorid gewonnen werden.

## Eigenschaften
Trichlor(vinyl)silan ist eine leicht entzündbare, leicht flüchtige, farblose Flüssigkeit mit stechendem Geruch, die sich in Wasser unter Freisetzung von Chlorwasserstoff und Wasserstoff zersetzt. Die entstehende wässrige Lösung reagiert stark sauer.

## Verwendung
Trichlor(vinyl)silan wird als Monomer für Copolymere in wasserabweisenden Stoffen, elektrischen Isolierharzen und Hochtemperaturharzen für Lacke, sowie als Zwischenprodukt für Silicone und als Haftvermittler in Klebstoffen (zum Beispiel für glasfaserverstärkte Kunststoffe) verwendet.

## Sicherheitshinweise
Die Dämpfe von Trichlor(vinyl)silan können mit Luft ein explosionsfähiges Gemisch (Flammpunkt 10 °C, Zündtemperatur 280 °C) bilden.